# Sklad Ivana Krambergerja
Sklad Ivana Krambergerja je bil ustanovljen na pobudo časopisa Slovenske novice 27. julija leta 1992, katerega upravlja odbor v njem so bili vdova Ivana Krambergerja Marjeta Kramberger, dobrotnikovi trije nekdanji predsedniški protikandidati Milan Kučan, Jože Pučnik ter Marko Demšar, nadškof Alojzij Šuštar, Anton Trstenjak, mariborska županja Magda Tovornik, ravnateljica novomeške gimnazije Vasja Fujs, učiterjica iz Pirana Stasja Mehora, tajnica trboveljskega Rdečega križa Metka Škrbec, predsednik sodišča na Rakeku Tone Urbas, pediatrinja iz Celja Jelena Benčina - Stepinšek, knjižničarka iz Radovljice Rezka Šubic, direktor Slovenskih novic Tit Dobršek, ki je avtor ideje o poimenovanju sklada po Ivanu Krambergerju ter takratni glavni in odgovorni urednik Slovenskih novic Marjan Bauer. Poimenovan je po slovenskem dobrotniku Ivanu Krambergerju.
Sklad je bil ustanovljen z namenom, da bi pomagali gmotno, zdravstveno in kako drugače ogroženim državljanom. 